# 世界懷念日
世界懷念日（英語：World Thinking Day），舊稱懷念日（英語：Thinking Day），訂於2月22日，是所有女童軍的年度節慶。童軍與女童軍組織以及部分全球男孩為導向的組織也在該日慶祝。該日主要目的為懷念他們在全球各國的「姊妹」（與「兄弟」）們、女童軍運動的意義以及在全球的影響。
最近，世界女童軍總會每年會選擇一個重大的國際議題，作為該年度世界懷念日的主題，並且會在他們所轄的全球五大區域，各選擇一個焦點國家。女童軍會藉由這個機會學習與感謝其他的國家與文化，並同時增進全球關注議題的意識與敏感度。而懷念日基金會所收到的捐款，將會支持全球女童軍的活動。
2月22日作為世界懷念日，是因為該日為童軍與女童軍創辦人羅伯特·貝登堡與其妻子（世界女童軍總領袖）奧莉芙·貝登堡的生日。其他的童軍成員會以B-P日或創辦人紀念日的名稱慶祝。
在各地慶祝該日，其活動有時會在接近該日的週次，或是其他方便的日期舉行。

## 世界懷念日主題
世界女童軍協會會選擇一個主題，以進行世界懷念日的相關活動。這些主題包括：
- 2005年：懷念食物。
- 2006年：懷念、談論青少年健康議題並付諸行動；通常簡稱為懷念青少年健康。
- 2007年：從領導發現潛能、友誼成長以及勇於發言；通常簡稱為發現妳的潛能。
- 2008年：懷念水。
- 2009年：聯合國千禧年發展計畫第6項：停止愛滋病、瘧疾與其他疾病的擴散[3]；通常簡稱為停止疾病擴散。
- 2010年：聯合國千禧年發展計畫第1項：全球女孩齊說「一起終結極端的貧窮與飢餓」[3]。
- 2011年：聯合國千禧年發展計畫第3項：全球女孩齊說「女性平權將改變我們的世界」[3]。
- 2012年：環境議題與聯合國千禧年發展計畫第7項：全球女孩齊說「我們可以拯救地球」[3]。
- 2013年：聯合國千禧年發展計畫第4項：降低兒童死亡率與第5項：改善孕婦健康[3]。
- 2014年：聯合國千禧年發展計畫第2項：提供全球接觸小學教育的機會[3]。
- 2015年：聯合國千禧年發展計畫第8項：發展全球發展的伙伴關係[3]。

## 傳統與活動
在每年的2月22日，位於紐西蘭奧克蘭，莫娜·布爾金建立的童軍團中的蘭姊女童軍，會在黎明前且天還沒亮時，至伊登山進行登山活動。在山頂，他們會升起小營火以及安排一位旗手，在太陽昇上海平面時，揮舞世界女童軍旗，唱世界歌，並且訴說他們懷念部分人民與國家的種種─而由此展開「大懷念」，在全球各地進行旅遊。
在接近世界懷念日的週末，來自全球各地的女童軍會在ScoutLink的IRC頻道，聊天並慶祝這個節日。其他方式則是透過業餘無線電參與「空中懷念日」（Thinking Day on the Air, TDOTA），與童軍運動的世界童軍空中大會類似。
部分世界女童軍總會成員組織，則利用這個機會進行雙邊交流計畫，像是加拿大與多明尼加。
另外一個男女童軍與老男女童軍的傳統，則是在黃昏入夜起，於窗戶放上蠟燭，代表「小小的女童軍光芒，我要讓它照耀。」
還有一項傳統，就是在世界懷念日，會寄送信件或明信片給其他童軍與女童軍。從2009年至2013年，這個傳統開始於這些國家或地區的童軍總會進行組織與規劃：環德童軍總會、盧森堡童軍與女童軍、瑞士童軍與女童軍運動、列支敦斯登童軍與女童軍與奧地利童軍與女童軍。